# Ortonville (Michigan)
Ortonville è un villaggio degli Stati Uniti d'America, situato nello Stato del Michigan, nella contea di Oakland.